# Triefenstein
Triefenstein är en köping (Markt) i Landkreis Main-Spessart i Regierungsbezirk Unterfranken i förbundslandet Bayern i Tyskland.

## Geografi
Kommunen ligger i södra delen av distriktet. Main flyter genom kommunen.

### Struktur
Kommunen är indelad i fyra katasterområden (Gemakungen):
1. Homburg am Main med huvudbosättningen Homburg
2. Lengfurt med huvudbosättningen Lengfurt
3. Rettersheim med huvudbosättningen Rettersheim
4. Trennfeld med huvudbosättningen Trennfeld och bosättningarna Kloster Triefenstein och Trennfeld-Bahnhof

### Grannkommuner
Kommunen gränsar i norr till Marktheidenfeld, i nordost till Erlenbach bei Marktheidenfeld, i öster till Remlingen, i sydost till Holzkirchen i söder till Wertheim och i väster till Kreuzwertheim.

## Historia
Köpingen bildades 1 maj 1978 genom en sammanslagning av köpingen Homburg am Main och kommunerna Lengfurt, Trennfeld och Rettersheim.